# チェット・ベイカー・シングス
『チェット・ベイカー・シングス』（Chet Baker Sings）は、ジャズ・トランペット奏者/歌手のチェット・ベイカーが、1956年に発表したアルバム。ウエストコースト・ジャズを代表する作品の一つ。

## 解説
トランペット奏者として名を上げていったチェットは、1953年からヴォーカルにも意欲を見せ、中性的・都会的な歌声が人気を集めるようになった。そして、1954年のレコーディング・セッションからの8曲（7.-14.）に、新録の6曲を加えて本作を発表。全曲で歌を披露しており、チェットの歌手としての魅力を広く知らしめた。
多くのスタンダード・ナンバーをチェット流に料理した内容で、とりわけ、ミュージカル『ベイブズ・イン・マイ・アームズ』からの楽曲「マイ・ファニー・ヴァレンタイン」のカバーは人気が高い。フランク・シナトラ、マイルス・デイヴィス、キース・ジャレット等、多くのジャズメンがこの曲を取り上げてきたが、今でも、チェットのヴァージョンが決定版とする声は多い。他にも、ジョージ・ガーシュウィン作曲の「バット・ノット・フォー・ミー」、フランク・シナトラが1947年に歌った「タイム・アフター・タイム」等を取り上げた。

## 収録曲

### 1954年発売10インチ盤

#### A面
1. バット・ノット・フォー・ミー - But Not for Me（G. Gershwin, I. Gershwin）
2. タイム・アフター・タイム - Time After Time（S. Cahn, J. Styne）
3. マイ・ファニー・ヴァレンタイン - My Funny Valentine（R. Rodgers, L. Hart）
4. アイ・フォール・イン・ラヴ・トゥー・イージリー - I Fall in Love too Easily（S. Cahn, J. Styne）

#### B面
1. ゼア・ウィル・ネヴァー・ビー・アナザー・ユー - There Will Never Be Another You（M. Gordon, H. Warren）
2. アイ・ゲット・アロング・ウィズアウト・ユー・ヴェリー・ウェル - I Get Along Without You Very Well（H. Carmichael）
3. ザ・スリル・イズ・ゴーン - The Thrill Is Gone（L. Brown, R. Henderson）
4. ルック・フォー・ザ・シルヴァー・ライニング - Look for the Silver Lining（B. DeSylva, J. Kern）

### 1956年発売12インチ盤

#### A面
1. ザット・オールド・フィーリング - That Old Feeling（L. Brown, S. Fain）
2. イッツ・オールウェイズ・ユー - It's Always You（J. V. Heusen, J. Burke）
3. ライク・サムワン・イン・ラヴ - Like Someone in Love（J. V. Heusen, J. Burke）
4. マイ・アイディアル - My Ideal（N. Chase, R. Whitning, L. Robin）
5. アイヴ・ネヴァー・ビーン・イン・ラヴ・ビフォー - I've Never Been in Love Before（F. Loesser）
6. マイ・バディ - My Buddy（W. Donaldson, G. Kahn）

#### B面
1. バット・ノット・フォー・ミー - But Not for Me（G. Gershwin, I. Gershwin）
2. タイム・アフター・タイム - Time After Time（S. Cahn, J. Styne）
3. アイ・ゲット・アロング・ウィズアウト・ユー・ヴェリー・ウェル - I Get Along Without You Very Well（H. Carmichael）
4. マイ・ファニー・ヴァレンタイン - My Funny Valentine（R. Rodgers, L. Hart）
5. ゼア・ウィル・ネヴァー・ビー・アナザー・ユー - There Will Never Be Another You（M. Gordon, H. Warren）
6. ザ・スリル・イズ・ゴーン - The Thrill Is Gone（L. Brown, R. Henderson）
7. アイ・フォール・イン・ラヴ・トゥー・イージリー - I Fall in Love too Easily（S. Cahn, J. Styne）
8. ルック・フォー・ザ・シルヴァー・ライニング - Look for the Silver Lining（B. DeSylva, J. Kern）

### 1964年発売擬似ステレオ盤

#### A面
1. マイ・ファニー・ヴァレンタイン - My Funny Valentine（R. Rodgers, L. Hart）
2. ザット・オールド・フィーリング - That Old Feeling（L. Brown, S. Fain）
3. ライク・サムワン・イン・ラヴ - Like Someone in Love（J. V. Heusen, J. Burke）
4. マイ・バディ - My Buddy（W. Donaldson, G. Kahn）
5. イッツ・オールウェイズ・ユー - It's Always You（J. V. Heusen, J. Burke）
6. サムワン・トゥ・ウォッチ・オーヴァー・ミー - Someone To Watch Over Me（G. Gershwin, I. Gershwin）

#### B面
1. バット・ノット・フォー・ミー - But Not for Me（G. Gershwin, I. Gershwin）
2. ルック・フォー・ザ・シルヴァー・ライニング - Look for the Silver Lining（B. DeSylva, J. Kern）
3. アイ・ゲット・アロング・ウィズアウト・ユー・ヴェリー・ウェル - I Get Along Without You Very Well（H. Carmichael）
4. アイ・フォール・イン・ラヴ・トゥー・イージリー - I Fall in Love too Easily（S. Cahn, J. Styne）
5. ザ・スリル・イズ・ゴーン - The Thrill Is Gone（L. Brown, R. Henderson）
6. ゼア・ウィル・ネヴァー・ビー・アナザー・ユー - There Will Never Be Another You（M. Gordon, H. Warren）

## 演奏メンバー
- チェット・ベイカー - ヴォーカル、トランペット
- ラス・フリーマン - ピアノ、チェレスタ
- ジェイムズ・ボンド - ベース（on 56年盤A面1.-6.）
- カーソン・スミス - ベース（on 56年盤B面1.-8.）
- ピーター・リットマン - ドラム（on 56年盤A面1. 2. 5.）
- ローレンス・マラブル - ドラム（on 56年盤A面3. 4. 6.）
- ボブ・ニール - ドラム（on 56年盤B面1.-8）

## 発表後
1956年の発売当時はモノラル盤だったが、後にステレオ盤も発売された。このステレオ盤は、収録曲の一部を差し替え、また、オリジナル・レコーディングには参加していなかったジョー・パス（ギター）の演奏もオーヴァーダビングされている。後年、オリジナル・マスターが紛失したという噂も流れたが、リマスターCDでは、発売当時に忠実な形に戻された。オリジナルのモノラル盤だけでなくステレオ盤もCDで発売されている。